# Manny Pacquiao

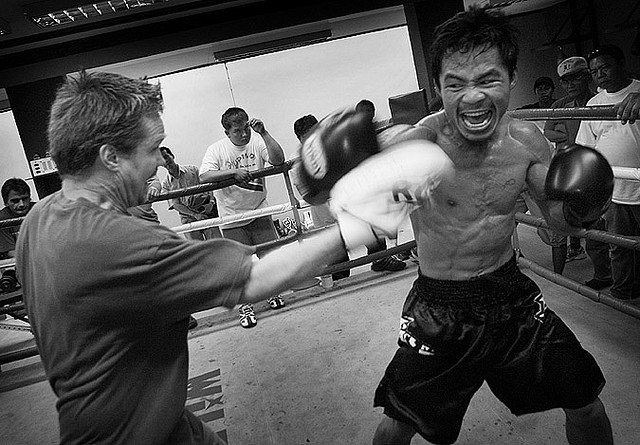
Pacquiao i Freddie Roach

Manny Pacquiao, właśc. Emmanuel Dapidran Pacquiao (ur. 17 grudnia 1978 w Kibawe) – filipiński pięściarz, były mistrz świata organizacji World Boxing Council (WBC) w wadze muszej, International Boxing Federation (IBF) w wadze junior piórkowej, World Boxing Council w wadze junior lekkiej, World Boxing Council w wadze lekkiej, World Boxing Organization (WBO) w wadze półśredniej oraz World Boxing Council w wadze lekkośredniej. W swojej karierze pokonał 16 zawodników o tytuł mistrza świata.

## Kariera
Pacquiao rozpoczął swoją karierę w 1995. Pierwszą walkę stoczył w kategorii junior muszej, później zmieniał kategorie wagowe na wyższe. Pierwszej porażki doznał już w swojej 12 walce – w lutym 1996 został znokautowany przez swojego rodaka Rustico Torrecampo. Po tej walce Pacquiao ostatecznie zaczął walczyć w wadze muszej. Po stoczeniu kilkunastu zwycięskich pojedynków, 4 grudnia 1998 zmierzył się z Chatchai Sasakulem w walce o tytuł mistrza świata WBC. Pacquiao znokautował Taja w ósmej rundzie i zdobył pas mistrzowski. Tytuł stracił już w swojej drugiej obronie, 17 września 1999, w pojedynku z Medgoenem Singsuratem. Pacquiao został znokautowany w trzeciej rundzie ciosem na korpus, lecz tytuł stracił jeszcze przed pojedynkiem, ponieważ nie zdołał zmieścić się w limicie wagowym.
Po tej porażce przeniósł się do kategorii junior piórkowej. W ciągu niemal dwóch lat stoczył kilka zwycięskich pojedynków, a 23 czerwca 2001 dostał szansę walki o mistrzostwo świata IBF z Lehlohonolo Ledwabą. Pacquiao przystąpił do tego pojedynku bez dłuższych przygotowań, w ostatniej chwili zastępując innego boksera. Mimo tego pokonał Ledwabę przez techniczny nokaut w szóstej rundzie i zdobył swój drugi w karierze tytuł mistrza świata.
10 listopada 2001, w pierwszej obronie tytułu, zremisował z Agapito Sanchezem – sędzia w szóstej rundzie przerwał walkę z powodu rozcięcia łuku brwiowego nad prawym okiem Pacquiao, a po podliczeniu punktów ogłoszono remis. W 2002 walczył dwukrotnie, wygrywając z byłym mistrzem WBA i WBO w kategorii koguciej, Jorge Eliecerem Julio (TKO w 2 rundzie) oraz z oficjalnym pretendentem do tytułu, Fahprakorbem Rakkiatgymem, nokautując go już w pierwszej rundzie.
W następnym roku jeszcze raz obronił swój pas mistrzowski, pokonując w trzeciej rundzie przez techniczny nokaut Emmanuela Lucero, a następnie znów zmienił kategorię na wyższą – piórkową, aby móc zmierzyć się z Markiem Antoniem Barrerą. Do pojedynku doszło 15 listopada 2003. Pacquiao wygrał go przez techniczny nokaut w jedenastej rundzie, kiedy to trener Meksykanina wszedł na ring przerywając walkę. Pacquiao już w pierwszej rundzie leżał na deskach, z kolei Barrera był liczony w rundzie trzeciej i jedenastej, sędzia w dziewiątej rundzie odebrał mu też jeden punkt za uderzenie po przerwie.
8 maja 2004 zmierzył się z mistrzem świata WBA i IBF Juanem Manuelem Márquezem. Pojedynek zakończył się remisem, mimo iż Márquez w pierwszej rundzie trzykrotnie leżał na deskach. Jeden z sędziów przyznał później, że błędnie przyznał punkty za pierwszą rundę – w protokole wpisał 10:7 dla Pacquiao, zamiast 10:6. Gdyby się nie pomylił, Filipińczyk wygrałby pojedynek na punkty. Jeszcze w tym samym roku pokonał w czwartej rundzie Fashsana 3K Battery.
W 2005 zdecydował się po raz kolejny zmienić kategorię wagową na junior lekką, aby móc walczyć z Erikiem Moralesem. 19 marca 2005 przegrał jednak z Meksykaninem jednogłośnie na punkty. Sześć miesięcy później pokonał w szóstej rundzie Hectora Velazqueza, a następnie 21 stycznia 2006 w walce rewanżowej pokonał Moralesa przez techniczny nokaut w dziesiątej rundzie.
2 lipca 2006 pokonał na punkty kolejnego Meksykanina, byłego mistrza świata WBC w kategorii junior piórkowej Oscara Lariosa. We wrześniu tego samego roku podpisał kontrakt na siedem walk z grupą promotorską Oscara de la Hoi, Golden Boy Promotions.
18 listopada 2006 po raz trzeci zmierzył się z Moralesem. Tym razem był zdecydowanie lepszy od Meksykanina i znokautował go już w trzeciej rundzie.
W 2007 walczył dwa razy. W kwietniu w ósmej rundzie znokautował Jorge Solisa, natomiast w październiku w drugim pojedynku z Markiem Antoniem Barrerą pokonał Meksykanina jednogłośnie na punkty.
15 marca 2008 po raz trzeci zdobył tytuł mistrza świata, tym razem organizacji WBC, po bardzo wyrównanym pojedynku pokonując Juana Manuela Márqueza (w ich pierwszej walce w 2004 padł remis) niejednogłośną decyzją na punkty.
28 czerwca 2008 pokonał przez techniczny nokaut w dziewiątej rundzie Davida Díaza i zdobył tytuł mistrza świata WBC w kategorii lekkiej. Kilkanaście dni później zrezygnował z wywalczonego w marcu tytułu mistrza świata WBC w kategorii junior lekkiej.
6 grudnia 2008 roku Pacquiao zmierzył się z Oscarem de la Hoyą. Stawką walki nie był żaden tytuł mistrzowski. Pojedynek odbył się w kategorii wagowej półśredniej. Część komentatorów bokserskich uznała, że różnica wagi między de la Hoyą i Pacquiao jest zbyt duża i Filipińczyk nie będzie w stanie nawiązać równej walki z Amerykaninem. Jednak Pacquiao wygrał pojedynek przez techniczny nokaut po tym, jak jego rywal zrezygnował z dalszej walki w przerwie między ósmą i dziewiątą rundą. Filipińczyk miał dużą przewagę przez cały pojedynek i był o wiele szybszy od de la Hoi.
2 maja 2009 roku stoczył pojedynek z Rickym Hattonem. Już w pierwszej rundzie Brytyjczyk dwukrotnie był liczony, a pod koniec drugiej rundy Pacquiao lewym sierpowym ciężko znokautował Hattona i wygrał cały pojedynek. Anglik przez kilka minut po zakończeniu walki nie był w stanie podnieść się z ringu.
14 listopada 2009 roku podczas gali w Las Vegas w 12 rundzie wygrał pojedynek poprzez TKO. Zwycięstwo to dało mu siódmy tytuł w siódmej kategorii wagowej.
14 listopada 2010 roku podczas gali w Dallas Pacquiao pokonał Antonio Margarito na punkty, trafiając go 474 razy. Po walce Margarito trafił do szpitala. Dzięki tej wygranej Manny zdobył tytuł mistrza świata federacji WBC w wadze lekkośredniej.
7 maja 2011 roku podczas gali w Las Vegas "Pacman" pokonał na punkty Shane'a Mosleya. Manny wyprowadził 592 ciosy i jednogłośną decyzją sędziów (120-107, 119-108, 120-108) zwyciężył w pojedynku, broniąc tym samym pas WBO.
12 listopada 2011 doszło do trzeciego pojedynku z Juanem Manuelem Márquezem, która zakończyła się punktową wygraną Filipińczyka. (115-113, 116-112, 114-114).
9 czerwca 2012 stracił pas WBO w wadze półśredniej po porażce przez niejednogłośną decyzję z Timothym Bradleyem. Według wielu ekspertów to Filipińczyk zasłużył na zwycięstwo.
8 grudnia 2012, doszło do kolejnej wielkiej wojny pomiędzy Pacquiao a Marquezem. Manny rozpoczął świetnie dwie pierwsze rundy, dopiero w 3 niespodziewanie po silnym prawym sierpowym znalazł się na deskach. W 4 rundzie lepsze wrażenie sprawiał Juanma, powoli zyskując przewagę w początkowej fazie pojedynku. Gdy wydawało się, że Marquez zyskuję przewagę, PacMan posłał go na deski w 5 rundzie, jednak na wykończenie zranionego Marqueza zabrakło czasu. Pomimo dobrego początku w 6 rundzie, Marquez potężnie skontrował nacierającego Filipińczyka prawym prostym i Pacquiao upadł nieprzytomny na deski.
2 maja 2015 w MGM Grand w Las Vegas doszło do walki z liderem rankingu P4P Floydem Mayweatherem Jr., promowanej w mediach, jako pojedynek stulecia w boksie. Stawką pojedynku były tytuły mistrza świata federacji WBC, WBA i WBO w wadze półśredniej. Mayweather swoją defensywą taktyką opartą na świetnej pracy nóg zdominował Filipińczyka. Po dwunastu rundach sędziowie punktowali 110:118 i dwukrotnie 112:116 dla Amerykanina. Organizatorzy walki, konkurujące na co dzień stacje HBO i Showtime tym razem połączyły siły osiągając rekordowe  finansowe zyski.
9 kwietnia 2016 roku w MGM Grand w Las Vegas po raz trzeci zmierzył się z Bradleyem, po raz drugi wygrywając z nim jednogłośnie na punkty (116-110, 116-110, 116-110). Po walce Filipińczyk ogłosił zakończenie sportowej kariery.
Mimo wcześniejszych zapowiedzi zakończenia przygody ze sportem, Pacquiao postanowił powrócić na ring już 5 listopada 2016 roku. Tego dnia zawalczył on w Las Vegas z Amerykaninem Jessie Vargasem i zwyciężył go jednogłośnie na punkty.
2 lipca 2017 roku Pacquiao pojechał do Australii, by zmierzyć się z miejscowym bohaterem Jeffem Hornem (16-0-1, 11 KO). Walka miała dramatyczny przebieg, a Filipińczyki, mimo że był faworytem i był bliski w dziewiątej rundzie wygrania ze swoim oponentem przed czasem, zdaniem sędziów przegrał ten pojedynek jednogłośnie na punkty (113-115, 113-115, 111-117). Kilka tygodni później "Pacman" zapowiedział, że skorzysta z klauzuli rewanżowej zawartej w kontrakcie na pierwszą walkę.
15 lipca 2018 w Kuala Lumpur w Malezji w pierwszej obronie należący do Lucasa Martina Matthysse’a (39-5, 36 KO) regularny pas WBA w wadze półśredniej spotkał z Filipińczykiem. Pacquiao w wielkim stylu pokonał dysponującego nokautującym uderzeniem Argentyńczyka i odebrał mu tytuł. Już w pierwszej rundzie zaczął bardzo dobrze, górując nad argentyńskim mistrzem szybkością.
W trzeciej rundzie mocny lewy hak na szczękę powalił Matthysse’a na deski po raz pierwszy. Pacquiao dominował w kolejnych minutach, zmuszając przeciwnika do przyklęknięcia na moment w piątej rundzie. W siódmej rundzie lewym podbródkowym czterdziestoletni Filipińczyk znokautował rywala. Było to jego pierwsze zwycięstwo przed czasem od 2009 roku.
20 stycznia 2019 Pacquiao zmierzył się z Amerykaninem Adrianem Bronerem (33-4-1, 24 KO). Po dwunastu rundach walki w Las Vegas punktowano 117-111 i dwukrotnie 116-112 dla Filipińczyka, który obronił tym samym pas WBA Regular wagi półśredniej.
20 lipca 2019 w MGM Grand w Las Vegas po dobrym pojedynku pokonał stosunkiem głosów dwa do jednego Amerykanina Keitha Thurmana (29-1, 22 KO) i odebrał mu tytuł mistrza świata wagi półśredniej federacji WBA. Sędziowie  punktowali niejednogłośnie – 114:113 Thurman, 115:112 Pacquiao i 115:112.
21 sierpnia 2021 w T-Mobile Arena w Las Vegas przegrał jednogłośnie na punkty (113-115, 112-116, 112-116) z Yordenisem Ugasem (27-4, 12 KO). Stawką walki był pas mistrza świata federacji WBA w wadze półśredniej.
We wrześniu 2021 roku Manny Pacquiao ogłosił zakończenie sportowej kariery. Filipińczyk zamierza wystartować w wyborach na prezydenta Filipin w 2022 roku..
19 lipca 2025 roku po blisko 4 latach przerwy mimo wcześniejszych deklaracji powrócił na zawodowy ring w wieku 46 lat. W MGM Grand Garden Arena w Las Vegas zmierzył się w walce o pas WBC w wadze półśredniej z Mario Barriosem (29-2-1, 18 KO). Pojedynek zakończył się na kartach sędziów punktowych remisem. Punktowali oni dwa razy 114-114 oraz 115-113 na korzyść jego rywala.